# Hirschgeweihmaske von Berlin-Biesdorf

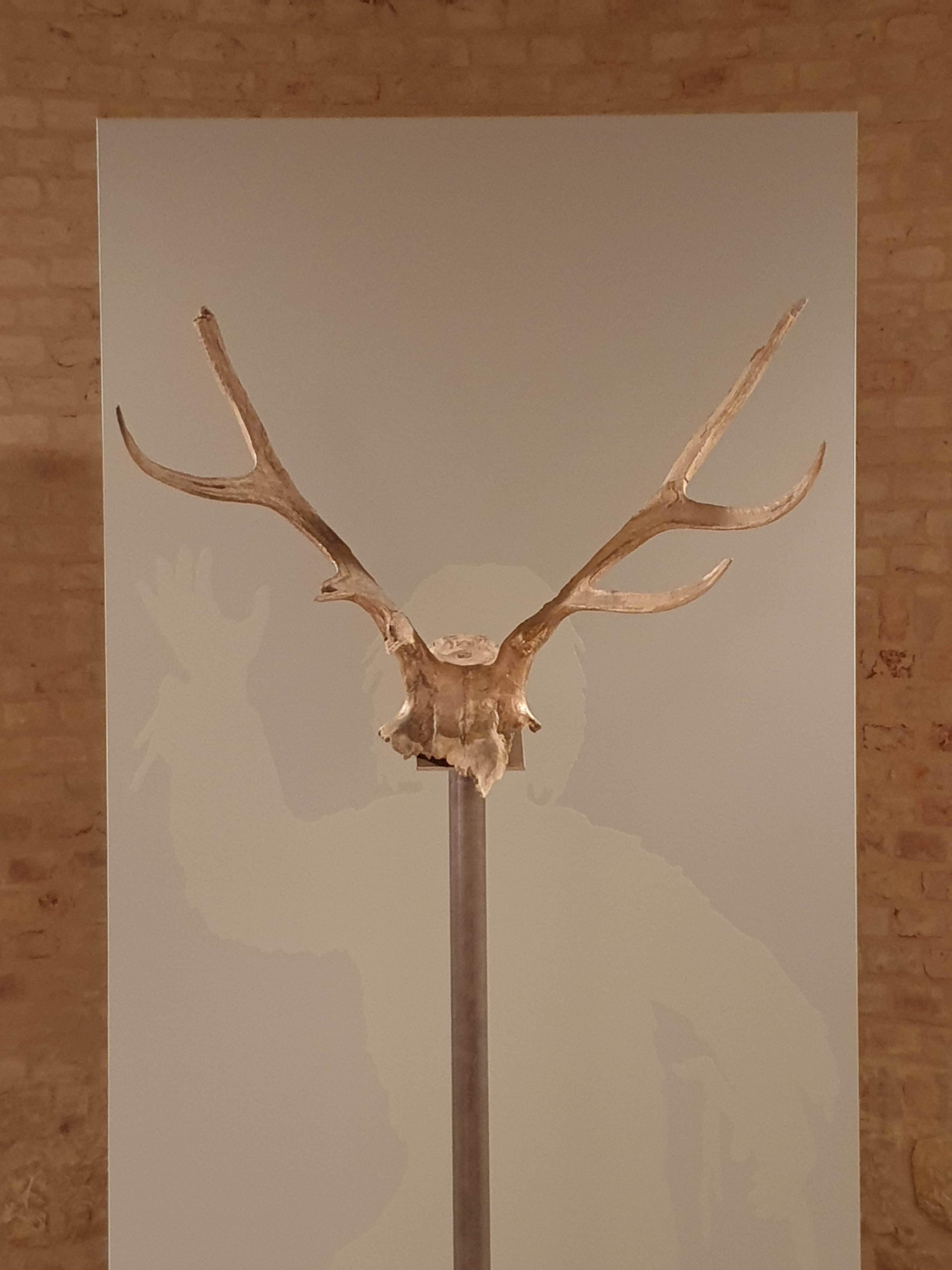
Hirschgeweihmaske von Berlin-Biesdorf in der Ausstellung im Neuen Museum 2019/2020

Die Hirschgeweihmaske von Berlin-Biesdorf ist ein mittelsteinzeitliches Artefakt aus der Schädelkalotte mit den Geweihstangen eines Rothirsches. Es wurde 1953 während Bauarbeiten am Westufer der Wuhle gefunden und in die Zeit zwischen 8770 und 8570 v. Chr. datiert. Das Objekt gehört zur archäologischen Sammlung des Stadtmuseums Berlin (Inv.Nr. I 82/26). Seit 2020 wird die Berliner Hirschgeweihmaske im Steinzeitsaal des Museum für Vor- und Frühgeschichte im Neuen Museum Berlin dauerhaft präsentiert.

## Beschreibung, Datierung und Fund- und Objektgeschichte
Das Objekt wiegt annähernd 2 kg. Es besteht aus dem oberen Teil des Gesichts- und Hirnschädels eines Rothirsches. Im Inneren wurden Unebenheiten mit Werkzeugen geglättet und die Hirschgeweihstangen der Länge nach um die Hälfte reduziert. Durch die Bearbeitungsspuren ist es als Artefakt erkennbar.
Das Objekt wurde auf den Zeitraum zwischen 8.770 und 8.570 v. Chr. datiert. Damit kann das Objekt in die nordmitteleuropäische Mittelsteinzeit eingeordnet werden. Das Fundgebiet gehörte zu dieser Zeit zu den Siedlungsplätzen der Duvensee-Gruppe oder der Maglemose-Kultur, Kulturen, die Steingeräte und Bildwerke anfertigten, auf die Jagd und auf Sammlungen gingen, aber keinen Ackerbau betrieben und keine Keramik brannten.
Das Objekt wurde bei Ausschachtungsarbeiten 1953 in der Heesestraße am Westufer der Wuhle in Biesdorf-Süd in 5,5 m Tiefe in einer Wiesenkalkschicht gefunden.
Das Objekt gehört zur Sammlung des Märkischen Museums. Diese wurde 1995 in die Sammlung des Stadtmuseums Berlin eingebunden, dessen Stammhaus das Märkische Museum bildet.
Im Jahre 2019/2020 war das Objekt Teil der Sonderausstellung „Berlins größte Grabung. Forschungsareal Biesdorf“ im Neuen Museum, Berlin. Dabei wurde im Rahmen eines experimentalarchäologischen Projektes im Museumsdorf Düppel eine Replik aus dem gleichen Material mit Steinwerkzeugen angefertigt, um die Herstellungstechnik und die Tragbarkeit zu untersuchen. Durch die Bearbeitung der Geweihstangen, die auch das Original aufweist, wurde das Gewicht halbiert und konnte so auf dem Kopf getragen werden.

## Vergleichsobjekte

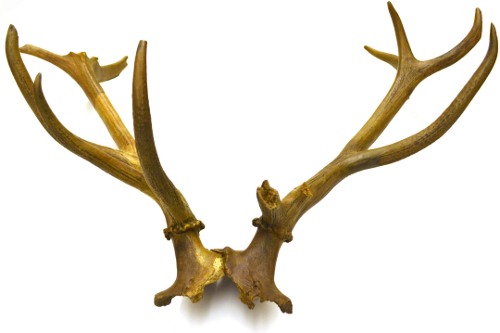
Vorderansicht der RGZM-Kopie der Bedburg-Königshoven-Geweihfront 1

Es existieren einige wenige vergleichbare Objekte in Europa, so aus dem mittelsteinzeitlichen Fundort Star Carr in Yorkshire/England, vom mesolithischen Wohnplatz Hohen Viecheln in Nordwest-Mecklenburg, aus Plau in Südmecklenburg und aus Bedburg-Königshoven. Im Unterschied zu den Vergleichsobjekten weist das Exemplar von Berlin-Biesdorf keine Befestigungslöcher auf. Zwei weitere Hirschgeweihmasken wurden in Bad Dürrenberg 2022 gefunden, die dort 600 Jahre nach dem Tod der Schamanin von Bad Dürrenberg mit Bezug zu ihrem Grab abgelegt wurden.

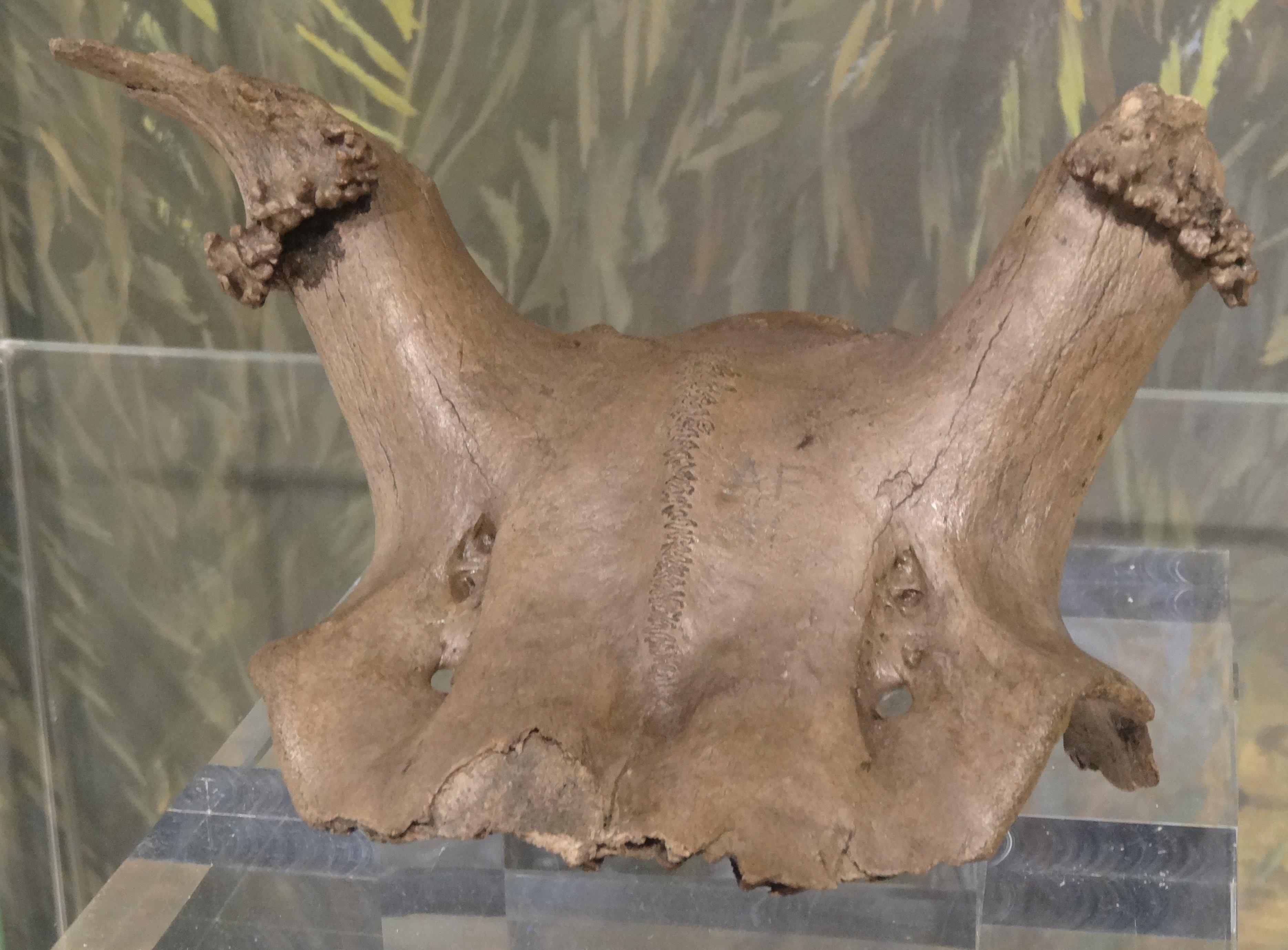
Hirschgeweihmaske von Star Carr

Da organisches Material verwittert, sind Funde von Hirschgeweihmasken zwar selten, aber daraus kann kaum ein Rückschluss auf die ursprüngliche Verbreitung gezogen werden. Alle Vergleichsfundplätze sind archäologisch ergraben. Dies gilt für den Fund der Hirschgeweihmaske von Berlin-Biesdorf 1953 nicht. Das dort gefundene Objekt stammt aus Bauarbeiten. Beifunde sind nicht bekannt. Erst zwischen 1999 und 2014 wurde das Areal Biesdorf-Süd archäologisch ergraben. Weitere mesolithische Funde wurden dabei nicht gemacht. An den Vergleichsfundplätzen wurden mesolithische Siedlungsfunde gemacht, die in die Maglemose-Kultur eingeordnet werden, die älteste mesolithische Kultur Nordmitteleuropas mit einer Verbreitung von den Britischen Inseln bis ins Baltikum.

## Deutung

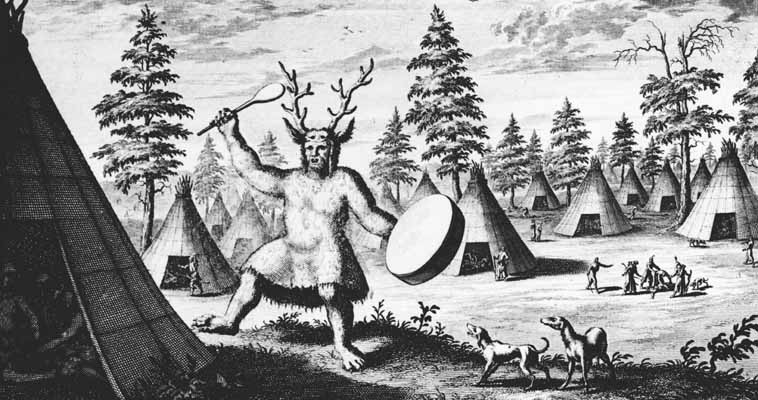
Darstellung eines sibirischen Schamanen aus Nicolaas Witsens Publikation seiner Russlandreise 1692.

Schon für das als erstes, während einer Grabung 1949–1951 gefundene Hirschgeweihartefakt aus Star Carr hat der Ausgräber Graham Clark eine Nutzung als Maske oder Kopfschmuck nahegelegt. Das Objekt hätte mit Bändern durch natürliche, zum Teil auch extra erweiterte Löcher in der Kalotte am Kopf des Trägers befestigt werden können. Die Verwendung wird zudem im kultisch-schamanistischen Bereich diskutiert.

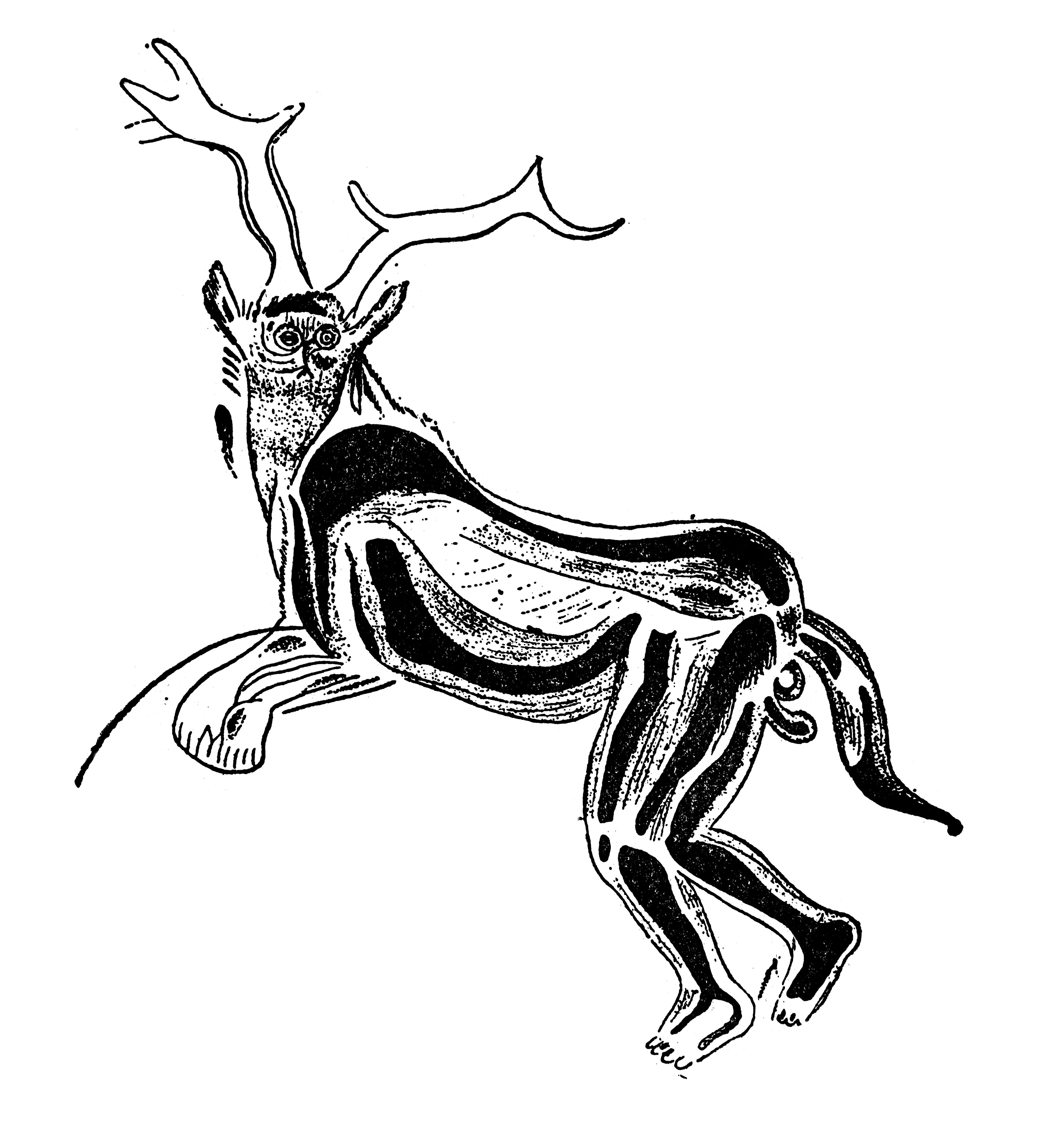
Zeichnung der tier-menschlichen Mischfigur in der Höhle des Trois-Frère von Henri Breuil

Eine Stützung durch ein weiteres Artefakt erfährt diese Deutung durch die allerdings jüngere sogenannte Schamanin von Bad Dürrenberg, deren Überreste mit Beifunden im Landesmuseum für Vorgeschichte in Halle (Saale) aufbewahrt werden. Der Bestattung einer 25- bis 30-jährigen Frau um 5.600 v. Chr. ist unter anderem auch eine Rehgeweihmaske mitgegeben. Sie wird an das Ende der Mittelsteinzeit eingeordnet. Für diese Frau wird eine schamanische Funktion aufgrund der Beigaben angenommen. Die bisher gefundenen Hirschgeweihmasken stammen wohl nicht aus Bestattungen. Doch wurden auch in Star Carr oder Bedburg-Königshoven zahlreiche weitere Knochenfunde von Hirschen, Rehen und anderen Tieren gemacht.
Begründet wird die Schamanismus-Theorie auch durch den Vergleich mit sehr viel später, neuzeitlich dokumentierten Bräuchen bei Schamanismus praktizierenden Ethnien Sibiriens. Dort ist der Gebrauch von Geweihkopfschmuck in schamanischen Zusammenhängen gut belegt.
Ein Motiv der Malereien in der Höhle des Trois-Frère im südfranzösischen Tal des Volp wird für die Deutung der Hirschgeweihmasken herangezogen. Dort ist ein Wesen mit Menschenkörper, tatzenartigen Vorderextremitäten, Schweif, starrenden Augen und Geweih abgebildet. Es wird „Sorcier“, „Hexer“ oder „Le Dieu Cornu“, „Der gehörnte Gott“ genannt. Die Forschung diskutiert hier ebenfalls einen schamanischen Zusammenhang. Die Darstellung wurde allerdings weit südlich entfernt vom Gebiet der nordmitteleuropäischen Maglemose-Kultur geschaffen und ist zudem deutlich älter. Sie stammt aus dem Magdalénien zwischen 18.000 und 12.000 Jahren v. Chr.

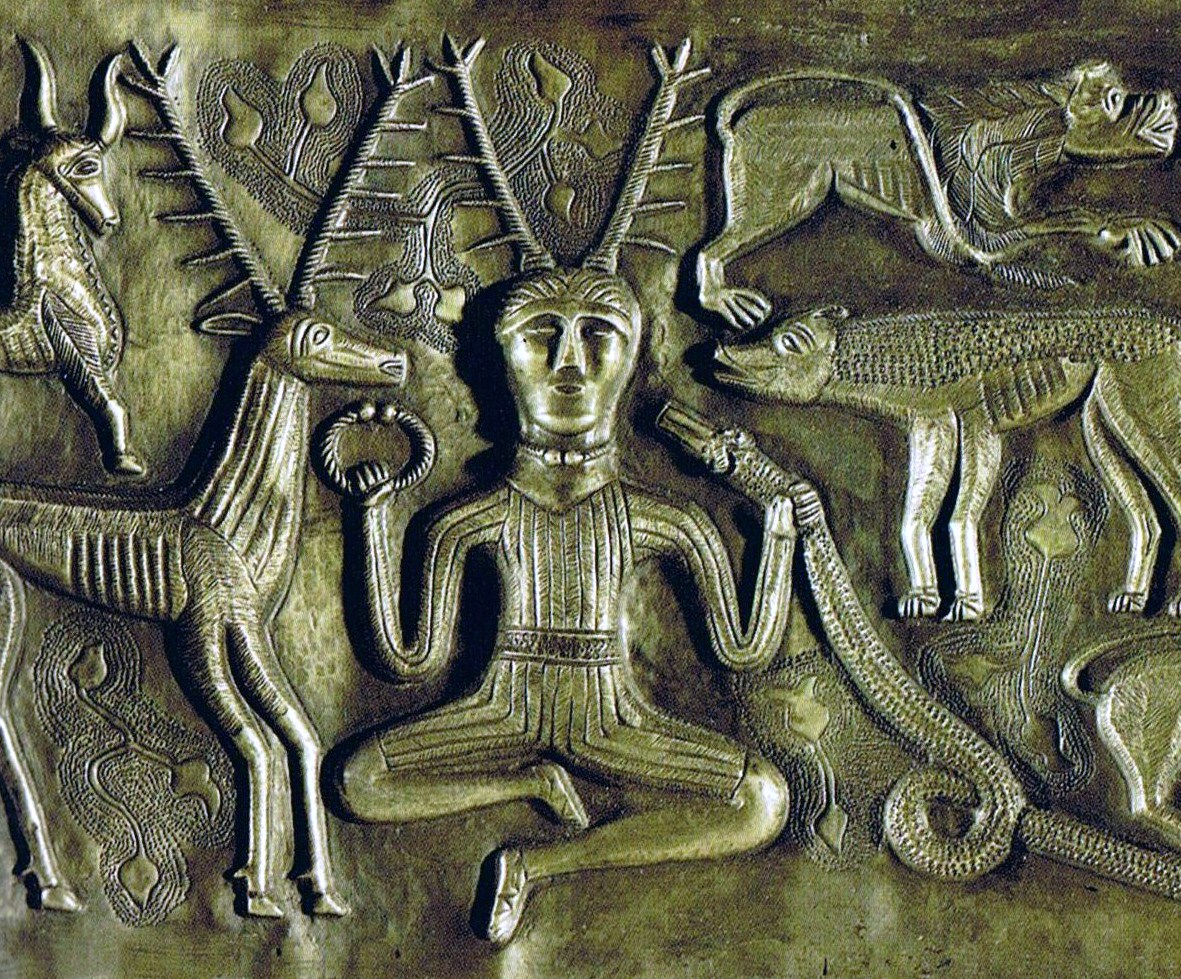
Gehörnte menschliche Figur auf dem Kessel von Gundestrup

Wesentlich später sind in Europa hirschgeweihtragende Gottheiten bezeugt, so in der keltischen Kultur Cernunnos, dessen Bild auch auf dem thrakisch-keltischen Kessel von Gundestrup vermutet wird, der in der jüngeren vorrömischen Eisenzeit um das 2. Jahrhundert v. Chr. (Latènezeit) in Südmittelosteuropa entstanden sein könnte. Allerdings wird auch hier diskutiert, ob es sich um einen Schamanen handeln könnte. Anthromorphe Gottheiten und sich Gottheiten, Tiergeistern u. ä. anverwandelnde Personen sind in Bildern oft nicht leicht zu unterscheiden.
Diese Anverwandlung an die Wesenheit des Hirsches und der damit transportierte Zuwachs oder die Veränderung an Bedeutungen scheinen auch der Sinn hinter den mesolithischen Hirschgeweihmasken zu sein, soweit wir Heutigen das nachvollziehen können. Dabei spielte vielleicht weniger, wie die Bezeichnung „Maske“ nachlegen könnte, die Verdeckung des Gesichtes eine Rolle, sondern wesentlich ist die Bekrönung mit Hörnern. Hörner sind alte Machtzeichen, deren Bedeutung sich aus der Beobachtung von Hirschen ergeben kann. Auch die Gottheiten Ägyptens und vor allem des vorderen Orients trugen oft Hörner und Hörnerkronen als Zeichen ihrer besonderen Herrschaft. Eine neutralere Benennung der Objektgruppe wäre „Hirschgeweihkappen“. Der Aspekt der Anverwandlung rechtfertigt jedoch durchaus die Benennung „Maske“, da eine einfache Bekleidung eben auch nicht im Vordergrund zu stehen scheint. Dazu sind die Objekte zu wenig „alltagstauglich“.
Die mesolithischen Gesellschaften waren noch Jäger und Sammler. Alle gefundenen Hirschgeweihmasken können in diese Periode datiert werden und selbst die jüngere „Schamanin“ von Bad Dürrenberg mit ihrer Rehgeweihbekrönung gehörte noch einer vorbäuerlichen Kultur an. Eine bloße Tarnfunktion während einer Jagd kann aufgrund der unbequemen Trageeigenschaften als unwahrscheinlich gelten. Als Belege für einen beständigen und zusammenhängenden Kult eines gehörnten Gottes sind sie allerdings ebenfalls eher schwach, da die Belegartefakte zeitlich, örtlich und kulturell ohne nachweisbare Verbindungen sehr weit auseinander liegen. Rothirsche sind zudem ein so verbreiteter, für den Menschen wichtiger und eindrücklicher Teil der Fauna Europas, dass durchaus ähnlich scheinende Kulturphänomene auch mehrfach und mit jeweils spezifischem und anderem Hintergrund entstanden sein könnten. Die mesolithisch-maglemosekulturellen Hirschgeweihmasken, der frankokantabrische „Gehörnte Gott“ aus dem Magdalénien und der thrako-keltische Cernunnos-Schamane aus Gundestrup liegen jeweils ca. 8.000 Jahre auseinander und könnten auch in keinerlei Überlieferungszusammenhang stehen. Als besonderes und eindrucksvoll bekrönendes Accessoire werden die mesolithischen Hirschgeweihmasken sicherlich eine auszeichnende Bedeutung gehabt haben. Allerdings sind in Bedburg-Königshoven im selben Fundhorizont zwei davon gefunden worden. Wie singulär sie also waren, und ob sie eher einer Einzelperson oder vielleicht auch einer Gruppe zukamen, lässt sich zurzeit nicht mehr erkennen.